# 3402 Wisdom
3402 Wisdom este un asteroid descoperit pe 5 august 1981 de Edward Bowell.